# Diana Pombo
Diana Carolina Pombo Holguín (Bogotá, 10 de enero de 1952-Bogotá, 12 de noviembre de 2016) fue una ambientalista, arquitecta y escritora colombiana. Era hermana del reconocido periodista Roberto Pombo.

## Biografía
Diana Pombo nació en Bogotá, estudió arquitectura en la Universidad Nacional de Colombia, se especializó en temas ambientales en universidades de Francia, Alemania y Brasil, por lo que su aporte fue fundamental en la construcción de las políticas ambientales vigentes en Colombia, así como en la creación del Movimiento Nacional Ambiental. Fue asesora en varias oportunidades de entidades como Colciencias, el Ministerio del Medio Ambiente, el Instituto Alexander Von Humboldt, junto a las Corporaciones Autónomas Regionales. También lo fue de la organización de las Naciones Unidas además de un largo recorrido por organizaciones no gubernamentales.
Fue asesora del ministro de medio ambiente Manuel Rodríguez Becerra, presentó el diseño de la primera Estrategia Nacional de Biodiversidad y el Primer Programa de Cooperación Internacional para el Medio Ambiente. Desempeñó valiosos aportes en la creación de la política de Aguas, Bosques y Biodiversidad. Pero su trabajo fue más allá, siendo fundadora del Instituto de Gestión Ambiental (IGEA), así como su trabajo en Protocolo de Cartagena sobre bioseguridad y transgénicos, la protección del conocimiento tradicional de las comunidades indígenas, campesinas y afrocolombianas, además de coordinar el equipo latinoamericano para la negociación internacional de los temas de acceso a recursos genéticos de los países andinos.
Entre sus publicaciones se encuentra ‘Trópicos’, una vieja por la cultura, la idiosincrasia de los pueblos, pero también sobre los lugares que habitan, sus animales, sus plantas y los objetos. Falleció en Bogotá el 12 de noviembre de 2016 a causa de un cáncer de útero.